# Hiệp hội Tác giả hoạt hình Nhật Bản
Hiệp hội tác giả hoạt hình Nhật Bản (viết tắt: JAniCA, tiếng Nhật: 日本アニメーター・演出協会 tiếng Anh: Japanese Animation Creators Association) là một nghiệp đoàn đại diện cho những người làm việc trong công nghiệp anime Nhật Bản. Hiệp hội hoạt động trở lại vào năm 2007 như một tổ chức phi lợi nhuận hướng đến mục tiêu nâng cao chất lượng mức sống của các cá nhân làm việc trong công nghiệp anime bao gồm các mức lương cơ bản.

## Lịch sử phát triển
JAniCA là nghiệp đoàn đầu tiên được hình thành đại diện cho công nghiệp anime kể từ khi quá trình sản xuất anime bắt đầu. Ngày 15 tháng 10 năm 2007, hơn 500 họa sĩ diễn hoạt người Nhật đã tập hợp cùng nhau để tuyên bố thành lập tổ chức dưới sự lãnh đạo của Ashida Toyoo. Trong số các tác giả phát biểu tại buổi họp báo ngày 13 tháng 10 gồm có đạo diễn Kon Satoshi, đạo diễn phim hoạt hình Taniguchi Moriyasu, giáo sư trường sau đại học Tokyo Hamano Yasuki, biên tập viên Takahashi Nobuyuki và đạo diễn hoạt hình Kanayama Akihiro.
Tháng 6 năm 2008, nghiệp đoàn đã sáp nhập một cách hợp pháp với tư cách là "Liên đoàn trung gian - công ty trách nhiệm không hữu hạn" (Unlimited liability company intermediary corporation) để tiếp tục thúc đẩy về cải thiện môi trường làm việc trong công nghiệp anime Nhật Bản.
Năm 2010, JAniCA đã tổ chức "Dự án Đào tạo Họa sĩ diễn hoạt trẻ" (tiếng Nhật: 若手アニメーター育成プロジェクト Hepburn: Wakate Animētā Ikusei Purojekuto?, tiếng Anh: Young Animator Training Project). Nhóm tác giả làm việc trong công nghiệp anime đã nhận được 214,5 triệu Yên (khoảng 2,27 triệu USD) từ Cục Văn hóa của chính phủ Nhật Bản, và đã phân phối nguồn quỹ này đến các xưởng phim để đào tạo tại chỗ các họa sĩ diễn hoạt trẻ trong từng năm. Một trong các nguyên nhân hỗ trợ từ Cục Văn hóa Nhật Bản là lo lắng về việc có nhiều công đoạn sản xuất anime đang được thuê gia công từ các nước bên ngoài Nhật Bản - điều đó dẫn đến sự sụt giảm những cơ hội nâng cao các kỹ thuật hoạt hình bên trong Nhật Bản. Năm 2011, Cục Văn hóa một lần nữa cung cấp nguồn vốn cho JAniCA để chọn lựa nhiều hơn các dự án đào tạo họa sĩ diễn hoạt trẻ dưới các gói ngân quỹ cùng tên. Tính đến năm 2012, dự án này đã được đặt tên gọi khác là "Anime Mirai"  (tiếng Nhật: アニメミライ?, tiếng Việt:Tương lai Anime, tiếng Anh: Anime Future).